# Gora Otvesnaja
Gora Otvesnaja är ett berg i Antarktis. Det ligger i Östantarktis. Australien gör anspråk på området. Toppen på Gora Otvesnaja är 500 meter över havet.
Terrängen runt Gora Otvesnaja är kuperad åt sydost, men åt nordväst är den platt. Trakten är obefolkad. Det finns inga samhällen i närheten.